# Steinach (Bavière)
Pour les articles homonymes, voir Steinach.
Steinach est une commune de Bavière (Allemagne), située dans l'arrondissement de Straubing-Bogen, dans le district de Basse-Bavière.

## Patrimoine
- Château de Steinach
- Abbaye de Pfaffenmünster